# Tomás Dabó
Tomás Soares Dabó (né le 20 octobre 1993 à Bissau en Guinée-Bissau) est un joueur de football international bissaoguinéen. Il évolue au poste d'arrière droit.

## Biographie

### Carrière en sélection
Tomás Dabó reçoit 13 sélections en équipe du Portugal des moins de 20 ans. Il participe avec cette équipe au Tournoi de Toulon en 2013. Il dispute dans la foulée la Coupe du monde des moins de 20 ans 2013 organisée en Turquie. Lors du mondial junior, il joue un match contre la Corée du Sud.
Il joue son premier match avec l'équipe de Guinée-Bissau le 14 janvier 2017, contre le Gabon. Ce match rentre dans le cadre de la Coupe d'Afrique des nations de 2017.